# KV8
KV8 (англ. Kings' Valley № 8) — гробниця, розташована в єгипетській  Долині Царів, використовувалася для поховання фараона Мернептаха з  Стародавнього Єгипту з XIX династії.

## Опис
Похоронна камера, розташована в кінці 160-метрового коридору, спочатку використовувалася в якості чотирьох саркофагів. Один з них не був таким об'ємним і двері в коридорі мали косяки, в результаті чого вони були знесені та відбудовані заново, а також перебудова дозволяє їх переносити в інше місце. Ці косяки були перебудовані за допомогою пісковиків, які зафіксували їх в потрібне місце за допомогою підйомного крана. Стовпи в палаті F знесені з метою звільнення місця під будівництво саркофагів, з яких лише двоє були замінені.
Дві інші колони, мабуть, були вкрадені Панебом - працівником сільської майстерні (Дейр-ель-Медіна) з метою їх використання у своїй гробниці.